# Aeroportul Sub Teniente Nestor Arias
Aeroportul Sub Teniente Nestor Arias (IATA: SNF, ICAO: SVSP) este un aeroport din Municipio Cocorote⁠(d), Yaracuy, Venezuela ce deservește zona San Felipe.
Situat la o altitudine de 232 m, aeroportul dispune de o singură pistă.